# Anicio Probino
Flavio Anicio Probino (latino: Flavius Anicius Probinus; Roma, ... – ...; fl. 395-397) è stato un politico e nobile romano di età imperiale.

## Biografia
Appartenente alla nobile gens Anicia, Probino era figlio di Sesto Petronio Probo, uno dei più influenti uomini della sua epoca e console nel 371, e di Anicia Faltonia Proba; era dunque fratello di Flavio Anicio Ermogeniano Olibrio, Anicio Probo e Anicia Proba. Secondo una ricostruzione, Probino sarebbe stato il padre di Petronio Massimo, brevemente imperatore nella primavera del 455.
Fu cresciuto col fratello Olibrio a Roma, dove era nato.
Divise assieme al fratello il consolato per l'anno 395, mentre erano entrambi molto giovani; in questa occasione ai due fratelli venne dedicato un panegirico da parte di Claudio Claudiano (Panegyricus de consulatu Probini et Olybrii). Sebbene fossero originari di una famiglia appartenente all'aristocrazia senatoriale romana, tradizionalmente pagana, Olibrio e Probino erano cristiani; la nomina a consoli di questi due cristiani potrebbe essere stato un segnale, voluto dall'imperatore Teodosio I, proprio l'anno seguente all'usurpazione e restaurazione pagana di Flavio Eugenio.
Probino fu poi proconsole d'Africa nel 396-397.
Assieme al fratello ricevette la dedica dell'opera Exempla Elocutionum di Arusiano Messio, ed entrambi ricevettero una lettera (Epistole, v) di Quinto Aurelio Simmaco nel 397. È noto che compose dei versi.